# آرثر ويلر (متسابق دراجات نارية)
آرثر ويلر (بالإنجليزية: Arthur Wheeler)‏ كان متسابق دراجات نارية بريطاني. نافس في سباقات بطولة العالم لفئة 500 سي سي ولفئة 350 سي سي ولفئة 250 سي سي ولفئة 125 سي سي ولفئة 50 سي سي. كما شارك في كأس جزيرة مان السياحية.